# Bicameralismo imperfetto
Il bicameralismo imperfetto o differenziato è una forma di bicameralismo in cui le due camere che formano il Parlamento possono avere uguali funzioni ma con poteri diversi.
La situazione in cui entrambe le camere hanno pari poteri e funzioni prende il nome di bicameralismo perfetto o paritario.

## Descrizione generale
Dato che una delle due camere (di solito quella eletta direttamente dai cittadini) è più rilevante nelle decisioni prese per l'attività parlamentare, avendo maggiori funzioni ed importanza, questa ha maggiore potere decisionale; la seconda camera invece, che può essere eletta direttamente o indirettamente dai cittadini, può rivestire funzioni integrative rispetto alla prima.
Per questa caratteristica, sistemi a bicameralismo imperfetto sono principalmente adottati da Stati federali, ad esempio in Germania (dove il Bundesrat che però non è considerato facente parte del Parlamento esercita un ruolo chiave nella ripartizione della sovranità tra lo stato centrale e gli stati membri), ma non mancano esempi di altri Stati non ad ordinamento federale come ad esempio Francia, Spagna e Regno Unito.

## Nel mondo

### Francia

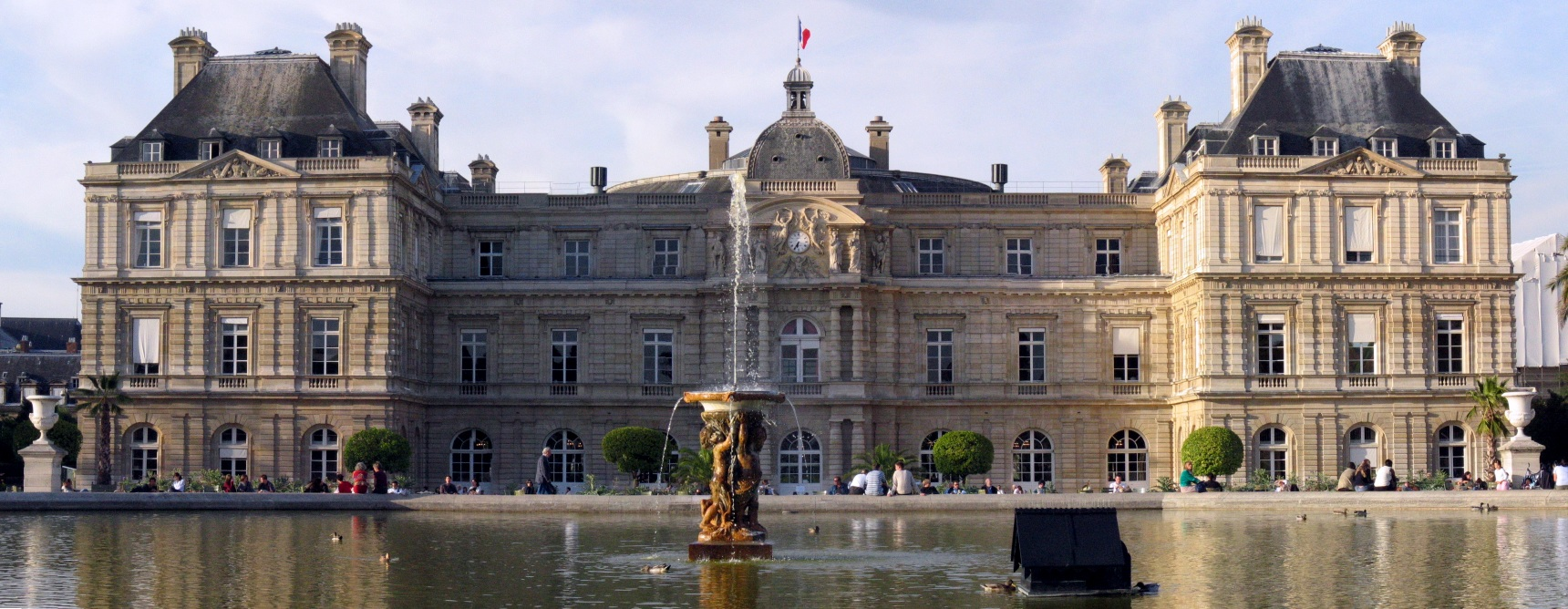
Sénat (Palazzo del Lussemburgo)

I cittadini eleggono i membri dell'Assemblea nazionale, mentre i membri del Senato sono eletti dai "grandi elettori", per la maggior parte costituiti da amministratori locali (sindaci, consiglieri municipali, consiglieri dipartimentali e consiglieri regionali), oltre ai deputati dell'Assemblea Nazionale. La fiducia al governo è affidata alla sola Assemblea nazionale.
I progetti e le proposte di legge sono esaminati da entrambe le camere, in modo da raggiungere l'approvazione di un testo identico da parte di entrambe: questo procedimento è detto navette. Tuttavia, il governo ha il potere di interrompere la navette quando entrambe le camere hanno esaminato il testo due volte. Il Primo Ministro chiede dunque la convocazione di una Commissione mista paritetica formata da 7 deputati e da 7 senatori che hanno l'incarico di redigere un testo di compromesso riguardo agli articoli non ancora accettati dalle camere. Se ciò non avviene, il governo può chiedere all'Assemblea Nazionale di deliberare definitivamente. Nel procedimento legislativo, quindi, i Senatori hanno gli stessi poteri dei deputati, fatto salvo il caso di disaccordo.

### Germania

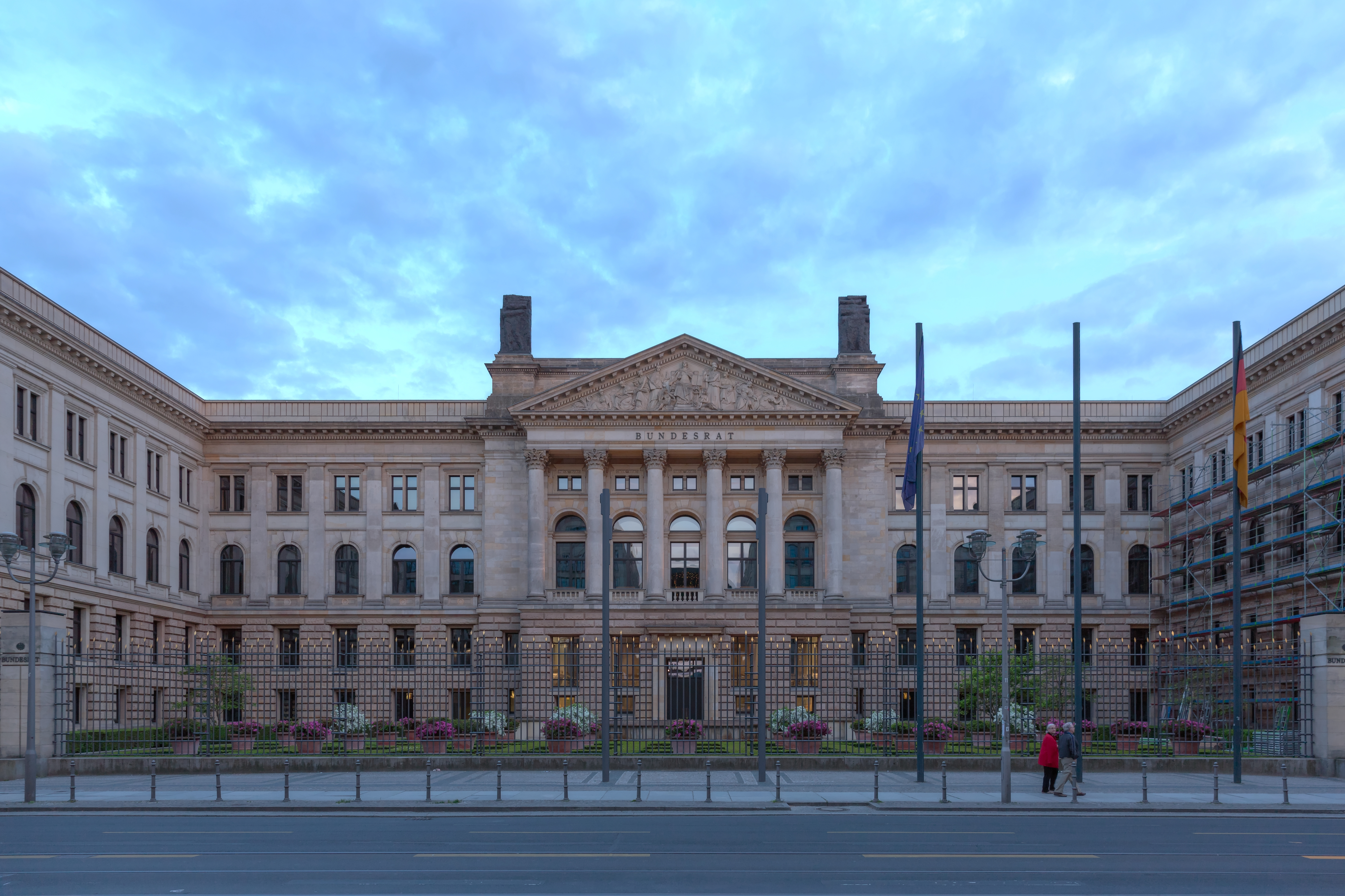
Bundesrat (Camera dei signori prussiana)

I cittadini eleggono i membri del Bundestag, che rappresenta il Parlamento tedesco. Accanto ad esso si trova il Bundesrat che secondo la Costituzione tedesca non rappresenta una seconda Camera del Bundestag, in quanto i suoi membri sono nominati tra gli esponenti dei governi dei vari Länder, ma un organo federale che esercita il suo potere legislativo limitatamente a precisi settori individuati dalla Legge fondamentale. Inoltre il Bundesrat si occupa di questioni che appartengono alla competenza dei singoli Länder, e  esercita le sue funzioni esclusivamente in ambito federale. Il governo necessita della fiducia del solo Parlamento, cioè del Bundestag.

### Messico
Il Congresso dell'Unione è formato dalla Camera dei deputati e dal Senato della Repubblica: deputati e senatori vengono eletti rispettivamente ogni tre e sei anni. Dato che il capo dello stato è anche il capo del governo, il Congresso non vota la mozione di fiducia.
I poteri delle due Camere si differenziano in quanto la sola Camera dei deputati vota le leggi bilancio, mentre il solo Senato vota la ratifica dei trattati internazionali. Inoltre, nel caso in cui la Camera ponga in stato di accusa per alto tradimento o per gravi reati il Presidente, questi viene giudicato dal Senato.

### Regno Unito
Nel Regno Unito il potere legislativo è esercitato dalla Camera dei Comuni, eletta tramite voto popolare, e dalla Camera dei Lord, i cui membri sono nominati dal Sovrano su consiglio del Primo Ministro. 
Originariamente il Parlamento operava mediante un sistema bicamerale perfetto, ed ogni legge necessitava del consenso di ambedue le Camere. Dal 1911, tuttavia, a norma dei Parliament Acts (lett. Leggi sul Parlamento), la Camera dei Lord gode solamente di un veto sospensivo. Se infatti una legge é approvata due volte dalla Camera dei Comuni (con un anno di distanza fra la prima e la seconda approvazione), ma respinta dalla Camera dei Lord ciascuna di queste volte, essa può essere promulgata anche senza il consenso della Camera dei Lord. 
Al fine di evitare che la Camera dei Comuni possa estendere unilateralmente la durata del proprio mandato, questa procedura non si applica alle proposte di legge che allungherebbero la durata massima di una legislatura oltre cinque anni; su proposte in tal senso la Camera dei Lord gode invece di un diritto di veto assoluto.

### Spagna

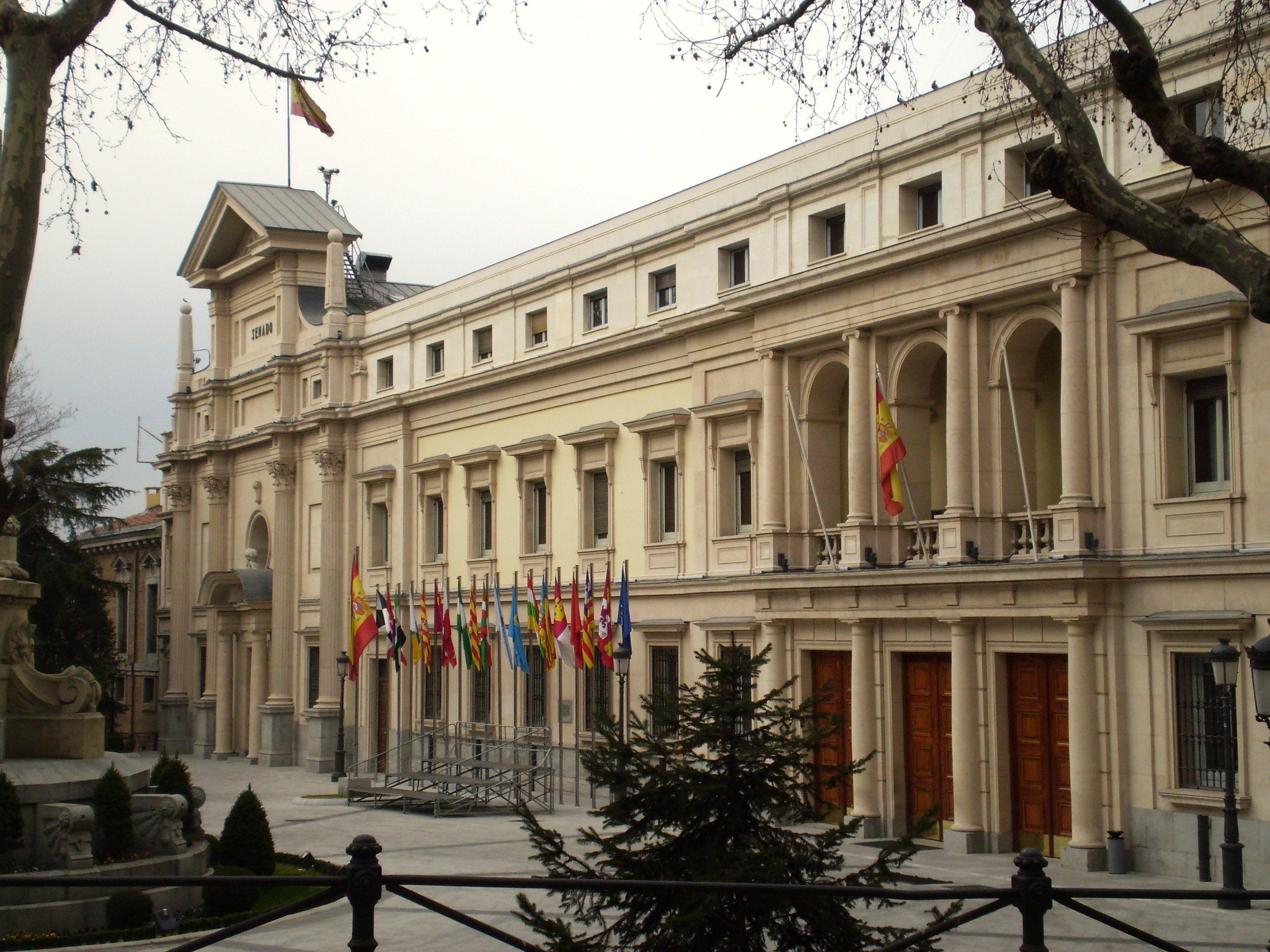
Senado (Palazzo del Senato)

I cittadini eleggono i membri del Congresso dei Deputati e 208 senatori, mentre le 17 assemblee delle Comunità autonome nominano i restanti 56 per il Senato. Solitamente il Senato viene rinnovato insieme allo scioglimento del Congresso, tuttavia il Primo Ministro può fare richiesta al re, secondo l'articolo 115 della Costituzione spagnola, di sciogliere una Camera soltanto, ma il sovrano non è tenuto a seguire il consiglio del Primo Ministro. La fiducia al governo è affidata al solo Congresso dei deputati.
Benché entrambe le Camere esercitino il potere legislativo, il Congresso può fare entrare in vigore una legge nonostante l'opposizione del Senato se la riapprova una seconda volta con una maggioranza sufficiente (solitamente la maggioranza assoluta o i tre quinti).